# グローバル・ア・ゴー・ゴー
『グローバル・ア・ゴー・ゴー』（Global a Go-Go）は、ジョー・ストラマー&ザ・メスカレロスが2001年に発表した2作目のスタジオ・アルバム。

## 背景
ストラマーの無名時代からの友人で、ザ・クラッシュ時代のアルバム『サンディニスタ!』（1980年）にも参加したタイモン・ドッグが全面参加した。また、タイトル曲にはザ・フーのロジャー・ダルトリーがゲスト・ボーカリストとして参加した。
ストラマー自身は、本作のレコーディング・スタジオが所在するロンドンのウィルズデン地区が多民族の町であることに影響を受けたと語っており「どの店やカフェも、それぞれの国の音楽をかけているから、牛乳やタバコを買いに行くだけでも、三か国を旅するようなものさ」とコメントしている。

## 反響・評価
イギリスでは2001年7月28日付の全英アルバムチャートで68位を記録するが、翌週にはトップ100圏外に落ちた。アメリカでは総合アルバム・チャートのBillboard 200入りは果たせなかったが、『ビルボード』のインディペンデント・アルバム・チャートでは23位、トップ・ヒートシーカーズでは45位に達した。
マーク・デミングはオールミュージックにおいて5点満点中3点を付け「奇抜かつ国際派のフォークロックと言える作品で、アコースティック楽器を主体として、アフリカ、ラテンアメリカ、西インド諸島の音楽のごった煮を作り上げているが、'Cool'n'Out"など一部の曲ではエレクトリック・ギターも演奏されている」と評している。2001年の映画『ブラックホーク・ダウン』のエンドクレジットでは、本作収録曲「ミンストレル・ボーイ」の別ヴァージョンが使用された。

## 収録曲
特記なき楽曲はジョー・ストラマー、マーティン・スラットリー、スコット・シールズ、パブロ・クック、タイモン・ドッグの共作。
1. ジョニー・アップルシード "Johnny Appleseed" – 4:04
2. クール・アンド・アウト "Cool'n'Out" (Joe Strummer, Martin Slattery, Scott Shields, Richard Flack, Antony Genn) – 4:17
3. グローバル・ア・ゴー・ゴー "Global a Go-Go" – 5:49
4. ビンディ・バージ "Bhindi Bhagee" – 5:44
5. ガンマ・レイ "Gamma Ray" – 6:54
6. メガ・ボトル・ライド "Mega Bottle Ride" – 3:32
7. シャクター・ドネッツク "Shaktar Donetsk" – 5:57
8. モンド・ボンゴ "Mondo Bongo" – 6:12
9. バムド・アウト・シティ "Bummed Out City" (J. Strummer, M. Slattery, S. Shields, Pablo Cook) – 5:32
10. アット・ザ・ボーダー、ガイ "At the Border, Guy" – 7:01
11. ミンストレル・ボーイ "Minstrel Boy" (Traditional) – 17:51

### 2012年リマスターCDボーナス・トラック
1. ビンディ・バージ "Bhindi Bhagee (Live from the Action Concert)" – 5:57

## 参加ミュージシャン
- ジョー・ストラマー - ボーカル
- スコット・シールズ - ギター、アコースティック・ギター、スライドギター、ハモンドオルガン、ベース、ドラムス、パーカッション、エレクトロニクス、ループ、バッキング・ボーカル
- マーティン・スラットリー - ハモンドオルガン、シンセサイザー、ピアノ、エレクトリックピアノ、アコーディオン、メロディカ、フルート、サクソフォーン、フレンチ・ホルン、ギター、ドラムス、パーカッション、エレクトロニクス、バッキング・ボーカル
- パブロ・クック - ドラムス、パーカッション
- タイモン・ドッグ - ヴァイオリン、マンドリン、アコースティック・ギター

アディショナル・ミュージシャン
- リチャード・フラック - シンバル(on #1)、エレクトロニクス(on #2, #4, #10)、バッキング・ボーカル(on #2, #7)、ループ(on #11)
- アンソニー・ゲン - ループ、ストリングス(on #2)
- ワグス・ワグスタッフ - ギター(on #2)
- ロジャー・ダルトリー - ボーカル(on #3)